# St. Johannes Baptist (Winden)

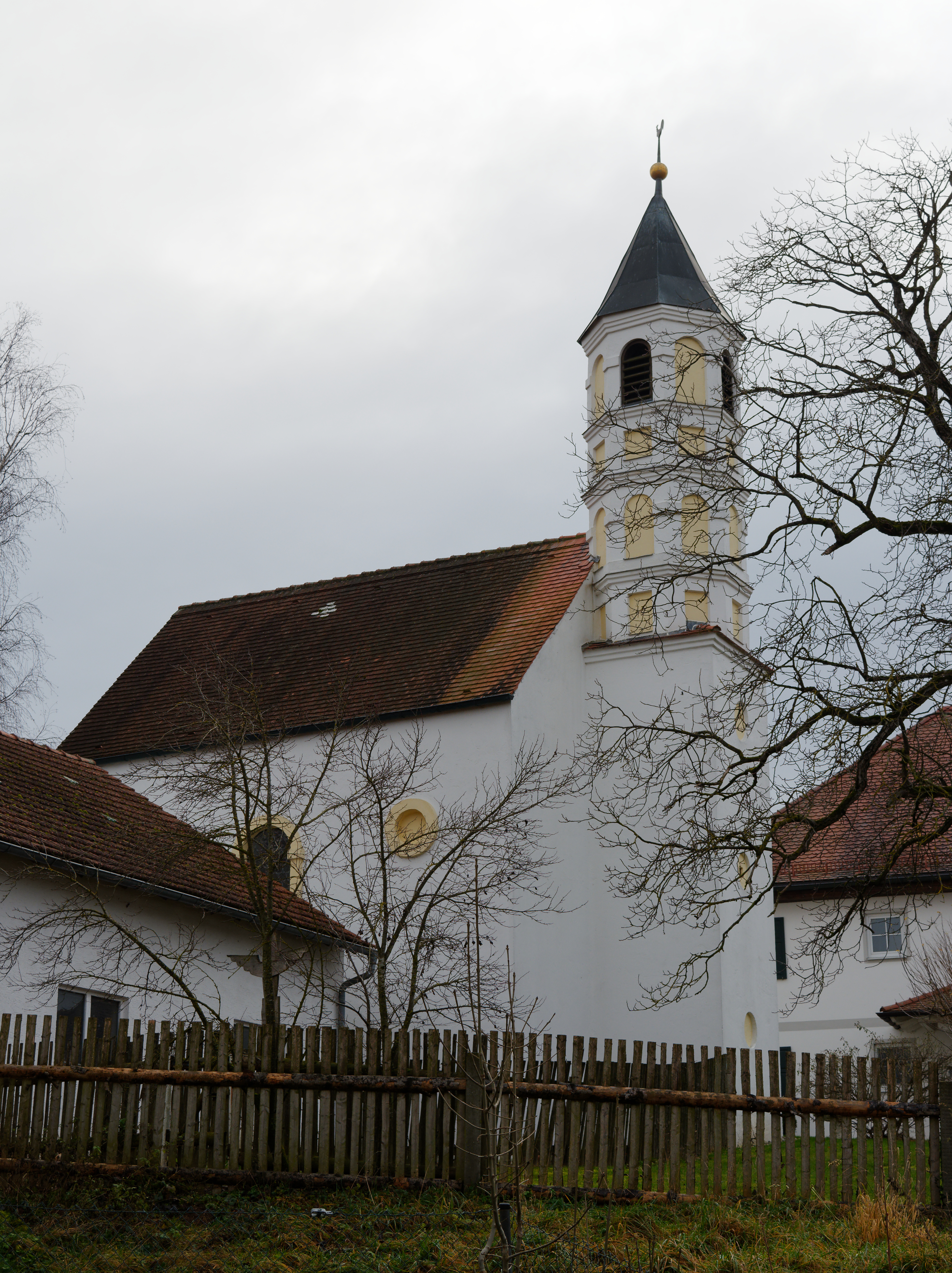
St. Johannes Baptist in Winden

Die römisch-katholische Kapelle St. Johannes Baptist steht in Winden, einem Gemeindeteil von Kühbach im schwäbischen Landkreis Aichach-Friedberg von Bayern. Das Bauwerk ist in der Liste der Baudenkmäler in Kühbach als Baudenkmal unter der Nr. D-7-71-144-31 eingetragen.

## Beschreibung
Die ehemalige Schlosskapelle des Schlosses Kühbach wurde im ersten Drittel des 17. Jahrhunderts durch das Kloster St. Ulrich und Afra (Augsburg) errichtet und 1600–1632 barock umgestaltet. Die Saalkirche besteht aus einem Langhaus und einem Kirchturm im Westen, der im 19. Jahrhundert mit achteckigen Geschossen aufgestockt und mit einem spitzen Helm bedeckt wurde. 
Der Innenraum des Langhauses ist mit einem Stichkappengewölbe überspannt. Der im 19. Jahrhundert abgebrochene Chor ist noch als Chorbogen im Osten zu erkennen. Der Stuck und der Altar stammen aus der Erbauungszeit. Auf dem Altarretabel ist Franz Xaver dargestellt. Von Giovanni Battista Piazzetta stammt ein klassisch gerahmtes Porträt von Jesus Christus.